# Lengede
Lengede er en kommune med omkring 12.650 indbyggere (2013) i Landkreis Peine i den østlige del af den tyske delstat Niedersachsen.

## Geografi
Lengede ligger omkring 18 km sydvest for Braunschweig og knap 44 km sydøst for Hannover. Til landkreisens administrationsby Peine mod nord, er der ca. 18 km. Floden Fuhse løber gennem Lengede.
I kommunen ligger byerne og landsbyerne Barbecke, Broistedt, Klein Lafferde, Lengede und Woltwiesche.

### Nabokommuner
- Salzgitter
- Söhlde
- Vechelde